# جيمس جيبسون
جيمس جيبسون (بالإنجليزية: James Gibson) (23 أبريل 1989 في المملكة المتحدة - ) هو لاعب كرة قدم بريطاني في مركز الظهير. لعب مع هاميلتون أكاديميكال.

## وصلات خارجية
- جيمس جيبسون على موقع قاعدة بيانات كرة القدم.إي يو (الإنجليزية)
- جيمس جيبسون على موقع Soccerbase.com (لاعب) (الإنجليزية)
- جيمس جيبسون على موقع Soccerway.com (الإنجليزية)